# Un condé
Pour les articles homonymes, voir Condé.
Pour plus de détails, voir Fiche technique et Distribution.
Un condé est un film policier franco-italien réalisé par Yves Boisset, sorti en 1970. Troisième film réalisé par Boisset, il narre l'histoire d'un policier, incarné par Michel Bouquet, qui cherche à venger la mort de son ami et collègue (interprété par Bernard Fresson), abattu alors qu'il enquêtait sur une affaire de drogue, quitte à enfreindre la loi. Les autres rôles notables sont tenus par Françoise Fabian, Michel Constantin, Rufus et Gianni Garko.
Le film est notable pour avoir connu des problèmes avec la censure : en raison du mode de représentation de la police et de la violence sans état d’âme du personnage principal, inspecteur de police, le ministre de l'intérieur Raymond Marcellin tenta en vain d'obtenir l'interdiction du long-métrage. La publicité ainsi faite autour de cette tentative de censure a contrario permit au film de rencontrer le succès auprès du public.

## Synopsis
L'inspecteur Favenin (Michel Bouquet) revient en poste dans la petite ville d’où, autrefois, il avait été écarté pour indiscipline. Il y retrouve son vieil ami et collègue Barnero (Bernard Fresson), un policier désabusé.
La ville est en effet sous la coupe d'un certain Tavernier, dit « le Mandarin ». Officiellement promoteur immobilier, Tavernier règne en réalité sur le racket des commerçants, la prostitution et le trafic de drogue, et il bénéficie de nombreux appuis dans l'administration locale, ce qui le rend quasiment invulnérable, d'autant qu'il prend soin de ne jamais laisser de preuves de ses méfaits. En outre, Tavernier se prépare à entrer en politique, sur la liste de la majorité locale. Ses hommes de mains, dirigés par « Beausourire » (Henri Garcin), viennent d'assassiner Roger Dassa (Pierre Massimi), le propriétaire d'un bar qui refusait de laisser son établissement accueillir le trafic de drogue. Après la mort de Dassa, son ami Dan Rover (Gianni Garko), un ancien truand qui a « raccroché » se sent coupable de ne pas avoir pu le protéger. Hélène Dassa (Françoise Fabian), la sœur de Roger, arrive de Londres pour prendre la succession de son frère. Elle refuse l'aide de Dan Rover, qu'elle soupçonne d'être resté un truand dans l'âme et d’être impliqué dans la mort de son frère.
Rapidement, les hommes de main du « Mandarin », conduits par « Beausourire », se présentent à la boîte de Dassa et rencontrent Hélène. À l’instar de son défunt frère, elle refuse de participer au trafic de drogue : les truands saccagent alors son établissement et la tabassent. Le lendemain, Dan Rover la recueille couverte d’ecchymoses chez lui, bien décidé à venger son ami et sa sœur, même contre l'avis de celle-ci. Il fait appel à François Villetti (Michel Constantin), un ami avec qui lui et Dassa avaient baroudé en Afrique. Les deux anciens amis décident d'éliminer le « Mandarin » à la fermeture de son cercle de jeux clandestins, tard dans la nuit.
Barnero et Favenin surveillent discrètement Dan et Villetti qui se préparent à exécuter Tavernier. La nuit où les tueurs choisissent de passer à l'action, les deux policiers en planque attendent d'avoir entendu les coups de feu meurtriers avant d’intervenir : en effet, Barnero a bien l'intention de « laisser filer » ceux qu'il considère comme des « bienfaiteurs » pour avoir éliminé Tavernier. Mais poussé par Favenin, Barnero, accompagné de son collègue, se résout à se lancer à leur poursuite sur les toits. À la suite d’une méprise, Barnero est abattu par l'un des deux fuyards. 
Le lendemain, Favenin sollicite de son supérieur, le commissaire principal (Adolfo Celi), la direction de l'enquête pour pouvoir venger son ami. Le commissaire, un homme corrompu, finit du bout des lèvres par la lui accorder : il lui fait toutefois comprendre qu'il ne le soutiendra pas, tout en le laissant agir à sa guise. Favenin commence alors à enquêter seul, sans s'embarrasser de mandats, d'éthique ni de légalité, persuadé que « la police est un métier sale, que l'on ne peut faire que salement ». Il commence par rendre visite à l’homme de mains Beausourire et à son complice Lupo (Théo Sarapo), dans le but de les faire parler sur le meurtre de Barnero : devant leur refus méprisant, il n’hésite pas à exécuter froidement Beausourire tout en s’arrangeant habilement pour que l’arme du crime et ses munitions soient ensuite couvertes des empreintes digitales de Lupo ; ce dernier, terrorisé, accepte de faire disparaître le corps de Beausourire et de donner le nom de Dan Rover, contre le silence de Favenin qui a falsifié les preuves du crime dans le but de garder son emprise sur Lupo. Favenin poursuit la traque à sa manière…

## Fiche technique
- Titre : Un condé
- Réalisation : Yves Boisset
  - Assistants : Guy Cavagnac, Denis Epstein, Hugues Burin des Roziers et James Thor
- Scénario : Claude Veillot[a], Yves Boisset et Sandro Continenza[b], d'après le roman La Mort d'un condé de Pierre Vial-Lesou[2]
  - Dialogues : Claude Veillot
- Production : Véra Belmont et Edmondo Amati (en)
  - Production associée : Jean-François Bizot (non crédité)
- Musique : Antoine Duhamel
- Photographie : Jean-Marc Ripert
  - Cadreur : Henri Czap
- Son : Bernard Aubouy
  - Perchman : Jean-Louis Ughetto
- Montage : Albert Jurgenson
  - Assistants : Nadine Muse et Laurence Leininger
- Maquillage : Josiane Deschamps
- Script : Claudine Taulère
- Photographie de plateau : Georges Fromentin
- Sociétés de production : Stéphan Films (Paris) et Empire Films (Rome)
- Société de distribution :  Parafrance
- Pays de production :  France,  Italie
- Langues originales : français et anglais
- Format : couleur (Eastmancolor) — 35 mm — 1,66:1 — son monophonique
- Genre : policier
- Durée : 95 minutes
- Dates de sortie :
  - France : 7 octobre 1970[c]
  - États-Unis : 26 mai 1971 à New York
- (fr) Classification CNC : interdit aux moins de 12 ans[d] (visa d'exploitation no 36637 délivré le 6 octobre 1970)[3]

## Distribution
- Michel Bouquet : l'inspecteur Favenin
- Françoise Fabian : Hélène Dassa
- Gianni Garko[e] : Dan Rover
- Michel Constantin : François Villetti
- Bernard Fresson : l'inspecteur Barnero
- Henri Garcin : Georges Duval, dit « Georgy Beausourire »
- Théo Sarapo : Lupo
- Rufus : Raymond Aulnay
- Adolfo Celi : le commissaire divisionnaire
- Pierre Massimi : Roger Dassa, le frère d’Hélène
- Anne Carrère : Christine Favenin
- Jean-Claude Bercq[f] : Germain
- Henri Poirier : l'avocat de Dan
- Marcel Gassouk[g] : un inspecteur
- Noëlle Leiris : Mme Barnero, l’épouse de l’inspecteur
- Georges Lucas
- Roger Lumont : le gardien
- Georges Montant[h] : le médecin
- Serge Nubret : le domestique des Dassa
- Jean Reney : le médecin légiste
- Jean-Marie Robain : le directeur de la prison
- Jacques Sempey : Tony, un homme de main de « Beausourire »
- Stéphan Holmes : le jeune garçon[4]

### Non crédités
- Francis Cosne[i] : Tavernier, dit « le Mandarin »
- Michel Peyrelon : un inspecteur qui passe à tabac Dan Rover[4]
- Michel Aumont : un policier de Favenin [réf. souhaitée]

## Production

### Développement

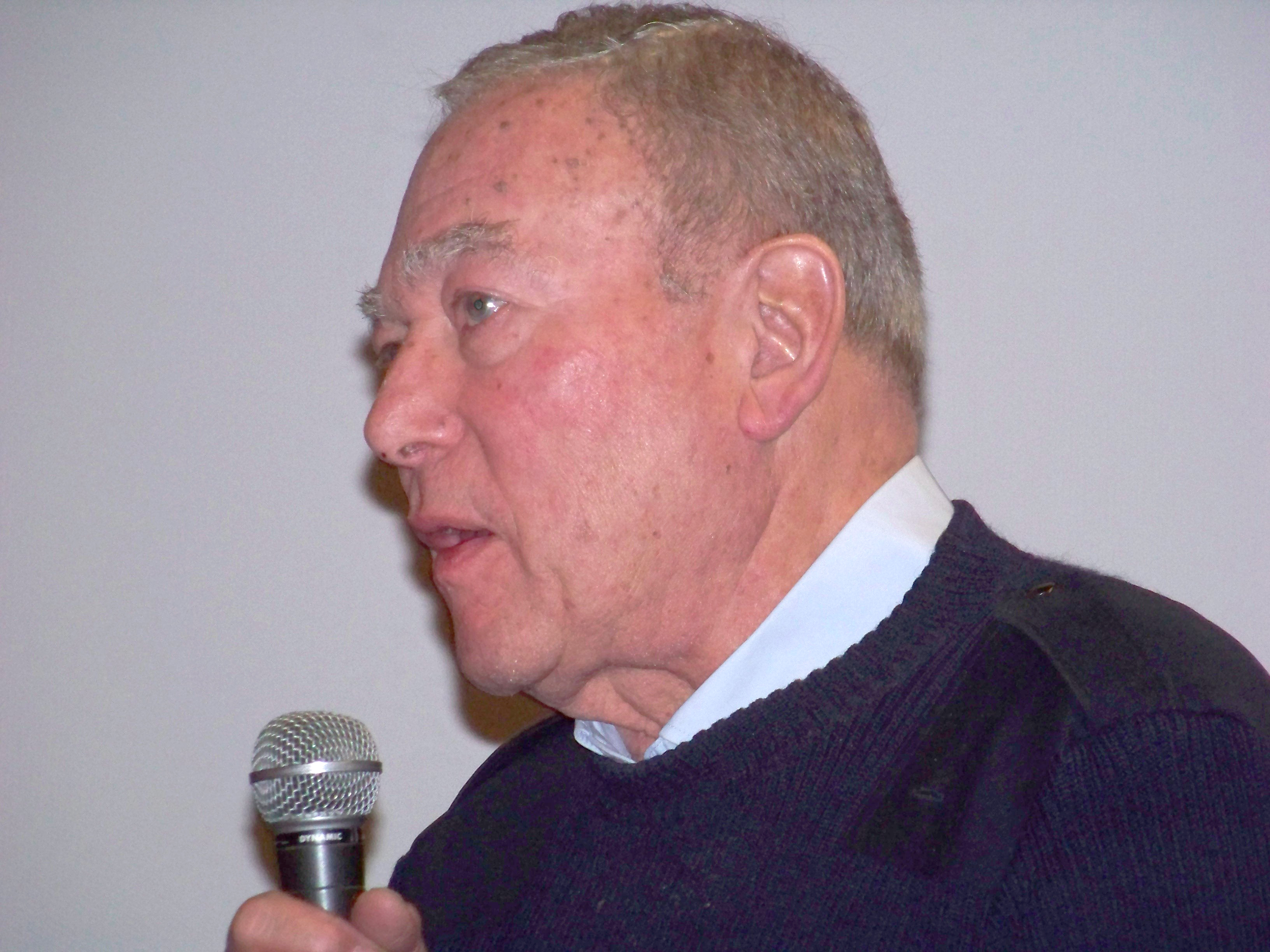
Le réalisateur et coscénariste du film Yves Boisset (photographie de 2010).

En 1969, le réalisateur Yves Boisset, qui vient de tourner son second film Cran d'arrêt, est choisi par la productrice Véra Belmont pour adapter La Mort d'un condé, récit de l'auteur Pierre Lesou, qu'elle a découvert par l'intermédiaire de Claude Sautet. La mise en chantier du film est marqué par l'après Mai 68 et la violence qu'a exercée la police sur les manifestants, ce qui a révolté Boisset. De plus, quelques productions cinématographiques après ces événements présentant une vision aussi dure du policier et une analyse aussi ambiguë du fonctionnement de l’autorité policière en France tels que Max et les Ferrailleurs de Claude Sautet, La Bande à Bonnot de Philippe Fourastié et Solo et L'Albatros de Jean-Pierre Mocky. À l'origine, Antoine Blondin devait coécrire l'adaptation avec Boisset, avant d'être remplacé par Claude Veillot.

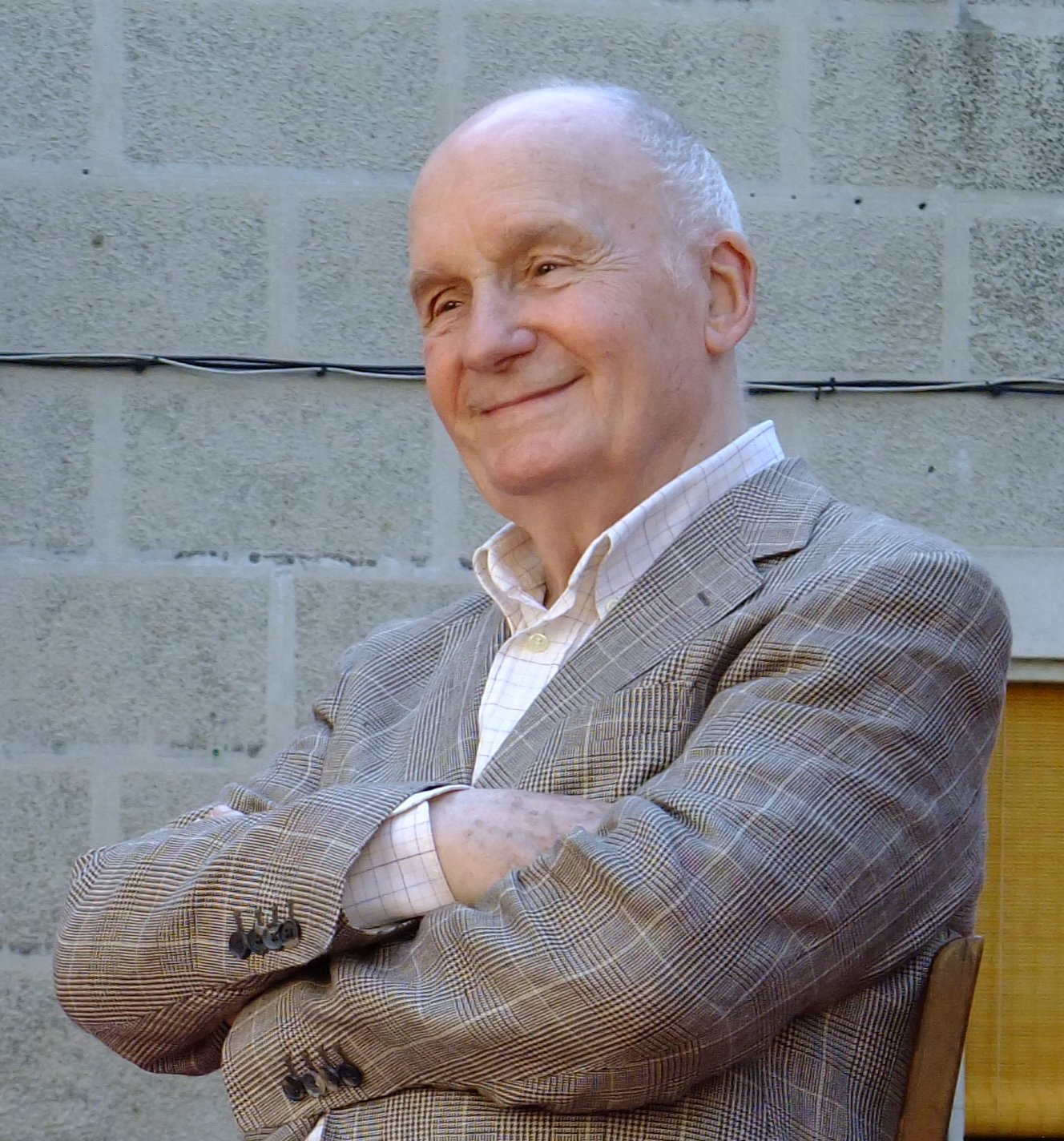
L'acteur Michel Bouquet, interprète de l'inspecteur Favenin, photographié ici en 2010.

Lino Ventura fut envisagé pour incarner le rôle-titre du « condé », l'inspecteur Favenin, basé sur le père policier de Lesou, mais l'acteur, trouvant le personnage trop antipathique, décline la proposition. C'est alors que Boisset apporte le profil d'un acteur à l'opposé de Ventura pour incarner Favenin, Michel Bouquet, qui incarnait jusque là des personnes faibles. Afin de se préparer au rôle et avec l'aide de Boisset, Bouquet adopte une nouvelle coupe de cheveux, tandis que le réalisateur lui donne un costume sombre et l'affuble à presque tous les plans de gants noirs.
Françoise Fabian, qui vient de triompher notamment avec Ma nuit chez Maud, tient l'un des rares rôles féminins du film. À l'origine, c'est Michèle Mercier qui était envisagée, mais elle a refusé le rôle quand Antoine Blondin, coscénariste prévu pour l'adaptation, s'est présenté ivre à une entrevue avec l'actrice en compagnie de Boisset et s'est montré odieux envers elle, avant qu'elle mette les deux hommes à la porte de chez elle. Michel Constantin, remarqué dans Le Deuxième Souffle et Dernier Domicile connu, incarne le tueur Villetti. L'acteur italien Gianni Garko tient l'un des rôles centraux du film, celui de Dan Rover. Un condé marque le deuxième et dernier rôle au cinéma du chanteur Théo Sarapo qui meurt dans un accident de la route après le tournage, mais moins de deux mois avant la sortie du film.

### Censure
En raison de son sujet (la représentation de la police) et de sa violence, Un condé va connaître quelques démêlés avec la censure,,. À l'époque où le tournage du long-métrage allait débuter, il existait une précensure sur scénario, qui a obtenu que le titre initial — Le Condé — soit changé en Un condé. Une fois le tournage fini, un montage définitif du film est déposé au CNC avec une demande de visa. Lors de sa présentation en sous-commission, le représentant du ministre de l'Intérieur de l'époque, Raymond Marcellin, y voit « un violent réquisitoire contre la police » et Un condé est renvoyé en séance plénière.

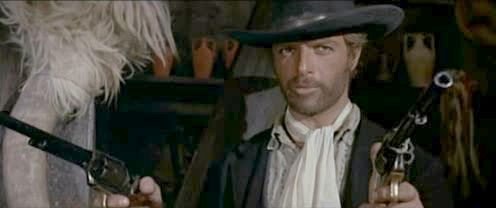
L'acteur Gianni Garko (ici dans Le Temps des vautours) est l’interprète de Dan Rover. La scène de l'interrogatoire musclé concernant son personnage fut en partie au centre des problèmes qu'a rencontrés Un condé avec la censure.

Comprenant que son film peut écoper d'une interdiction totale, Boisset contacte les membres les plus libéraux de la censure avant le passage en séance plénière, pour expliquer sa position. La séance, ayant lieu le 30 juillet 1970, déclenche un vif et houleux débat entre les vingt-sept membres de la commission de censure, dont fait partie le réalisateur Jean-Pierre Melville, évoquant l'effet catastrophique que peut causer l'interdiction du film devant la partie la plus intransigeante de l'organisation. Après un débat de deux heures, la commission vote à bulletin secret et le film échappe à une interdiction totale en salles à deux voix de majorité, émettant un avis pour une interdiction aux moins de 13 ans sans coupure au ministère de la Culture, avec une date de sortie prévue le 16 septembre 1970, ce qui provoque la colère du représentant du ministre Marcellin. Sous la pression de Marcellin, le ministre des Affaires culturelles Edmond Michelet ajourne la signature du visa de censure autorisant la diffusion du film. À la demande de Michelet, Un condé est de nouveau renvoyé en séance plénière, et la production demande aux membres favorables au film de le soutenir à nouveau. Marcellin demande que dix-huit minutes soient coupées, dont les scènes concernant le commissaire incarné par Adolfo Celi et plusieurs répliques, ou encore la scène de l'interrogatoire musclé de Rover par Favenin, bloquant de nouveau la sortie.
Alors que Boisset, qui refuse de faire des coupes qui rendraient le film totalement incompréhensible et inexploitable, est massivement soutenu par la presse, les différents ministères entament de longues et âpres négociations en coulisses à propos du film. Après la suppression de quelques dialogues, et une fois la scène de l'interrogatoire tournée une nouvelle fois, Un condé est finalement autorisé et sort en salles en octobre 1970,. La scène originale de l'interrogatoire de Rover fut conservée dans le montage du film pour sa sortie en Italie. Véra Belmont, quant à elle, a été poursuivie en justice pour avoir utilisé son fils mineur lors d'une scène où Favenin tabasse le personnage de Rufus, après que la commission cinéma de la DDASS, qui autorise les enfants à tourner des films, a émis un avis négatif à la présence de l'enfant (bien qu'un huissier fût présent sur le plateau pour attester que le garçon n'a pas subi de dommages psychologiques).

## Accueil

### Box-office
Sorti le 7 octobre 1970 dans les salles françaises en étant assorti d'une interdiction aux moins de 13 ans, Un condé connaît un démarrage correct avec 62 752 entrées dans neuf salles lors de sa première semaine d'exploitation,. Bien aidé par la publicité faite par ses démêlés avec la censure et distribué dans vingt-huit salles, il prend la semaine suivante la première place du box-office avec 136 153 entrées, pour un total de 198 905 entrées, avant d'être délogé dans sa troisième semaine par Le Cercle rouge, rétrogradant en seconde place, mais en ayant été vu par 155 501 spectateurs, soit un cumul de 354 406 entrées, dans quarante-huit salles,. Début novembre 1970, le film passe le cap des 500 000 entrées. Un condé se maintient bien au box-office en restant dans le « top dix » jusqu'à l'approche des fêtes de Noël, où il se trouve en seizième position, en s'approchant des 900 000 entrées depuis sa sortie. Pour la fin décembre sa première civile année d'exploitation, le long-métrage affiche 928 750 entrées, ce qui lui permet de se classer à la 36e place du box-office annuel, alors qu'il est diffusé dans cinquante-quatre salles, son plus haut ratio de salles depuis sa sortie,.
Le film passe le million d'entrées la semaine du 13 janvier 1971 avant de quitter le top 30 hebdomadaire début février  après avoir été vu par 23 971 spectateurs, pour un cumul de 1 101 982 entrées. Pour sa deuxième année d'exploitation, Un condé a été vu par 338 744 spectateurs, portant le total à 1 267 494 entrées depuis sa sortie. En fin d'exploitation, le long-métrage finit avec 1 328 785 entrées.

## Exploitation en vidéo et à la télévision
Après sa sortie en salles, Un condé fut diffusé à la télévision, la plus ancienne trace de diffusion date du 16 octobre 1974 sur la deuxième chaîne de l’ORTF, mais un conflit entre la productrice Véra Belmont et l'auteur de l'histoire originale, Pierre Lesou, entraîna la rareté du film depuis 1975, bien qu'il ait connu une sortie en cassette vidéo en 1981. Il devra attendre le 19 septembre 2007 pour être édité pour la première fois en DVD chez Opening. En 2019, ESC Editions réédite le film en vidéo, ayant bénéficié d'un nouveau master scanné en 4K et restauré en 2K, sortant en DVD et pour la première fois en disque Blu-ray .
Le film est aussi rarement diffusé à la télévision, sauf sur les chaînes thématiques consacrés au cinéma, notamment sur Ciné+ Classic en mai 2020. Le 5 octobre 2021, Un condé est rediffusé en prime time sur Arte et a été vu par 1,44 million de téléspectateurs.